# Ragály, Borsod-Abaúj-Zemplén
Ragály este un sat în districtul Putnok, județul Borsod-Abaúj-Zemplén, Ungaria, având o populație de 697 de locuitori (2011). 

## Demografie
Componența etnică a satului Ragály
     Maghiari (88,69%)
     Romi (11,31%)
Componența confesională a satului Ragály
     Romano-catolici (42,9%)
     Reformați (26,83%)
     Fără religie (2,3%)
     Necunoscută (26,69%)
     Alte religii (2,01%)
Conform recensământului din 2011, satul Ragály avea 697 de locuitori. Din punct de vedere etnic, majoritatea locuitorilor (88,69%) erau maghiari, cu o minoritate de romi (11,31%). Nu există o religie majoritară, locuitorii fiind romano-catolici (42,9%), reformați (26,83%) și persoane fără religie (2,3%). Pentru 26,69% din locuitori nu este cunoscută apartenența confesională.